# Динамо-Авто (стадіон)
Стадіон «Динамо-Авто» (рум. Stadionul Dinamo-Auto) — футбольний стадіон в селі Тернівка, Молдова, домашня арена ФК «Динамо-Авто» з Тирасполя.
Стадіон побудований та відкритий 2011 року. Потужність становить 1 300 глядачів.